# 1552
1552 (MDLII) fue un año bisiesto comenzado en viernes del calendario juliano.

## Acontecimientos
- 5 de febrero: Fundación de la Ciudad de Valdivia en Chile, por el capitán Pedro de Valdivia.
- 15 de marzo: Fundación del municipio de Teziutlán en Puebla, México, por Diego Ramírez y Mendoza.
- 19 de abril: Fundación de la ciudad de Villarrica, Araucanía, Chile fundado por el Adelantado Gerónimo de Alderete
- 14 de septiembre: fundación de la ciudad de Barquisimeto en Venezuela por Juan de Villegas.
- Primer censo de la Nueva España
- Bartolomé de Las Casas: Brevísima relación de la destrucción de las Indias[1]
- Juan Valverde de Amusco publica De animi et corporis sanitate tuenda libellus.
- Enrique II de Francia ataca Metz y Verdún, y se alía con los luteranos alemanes en contra de España.

## Nacimientos
- Edmund Spenser, poeta inglés.
- Petrus Plancius, cartógrafo neerlandés.
- Rodolfo II de Habsburgo, Archiduque de Austria, Rey de Hungría y de Bohemia.

## Fallecimientos
- 3 de diciembre: San Francisco Javier, misionero jesuita y patrón de Navarra, en isla de Sancián o Sanchón, frente a las costas de China (n. 1506)
- Pedro de Gamboa, maestro de obras y alarife español.